# William B. Jordan

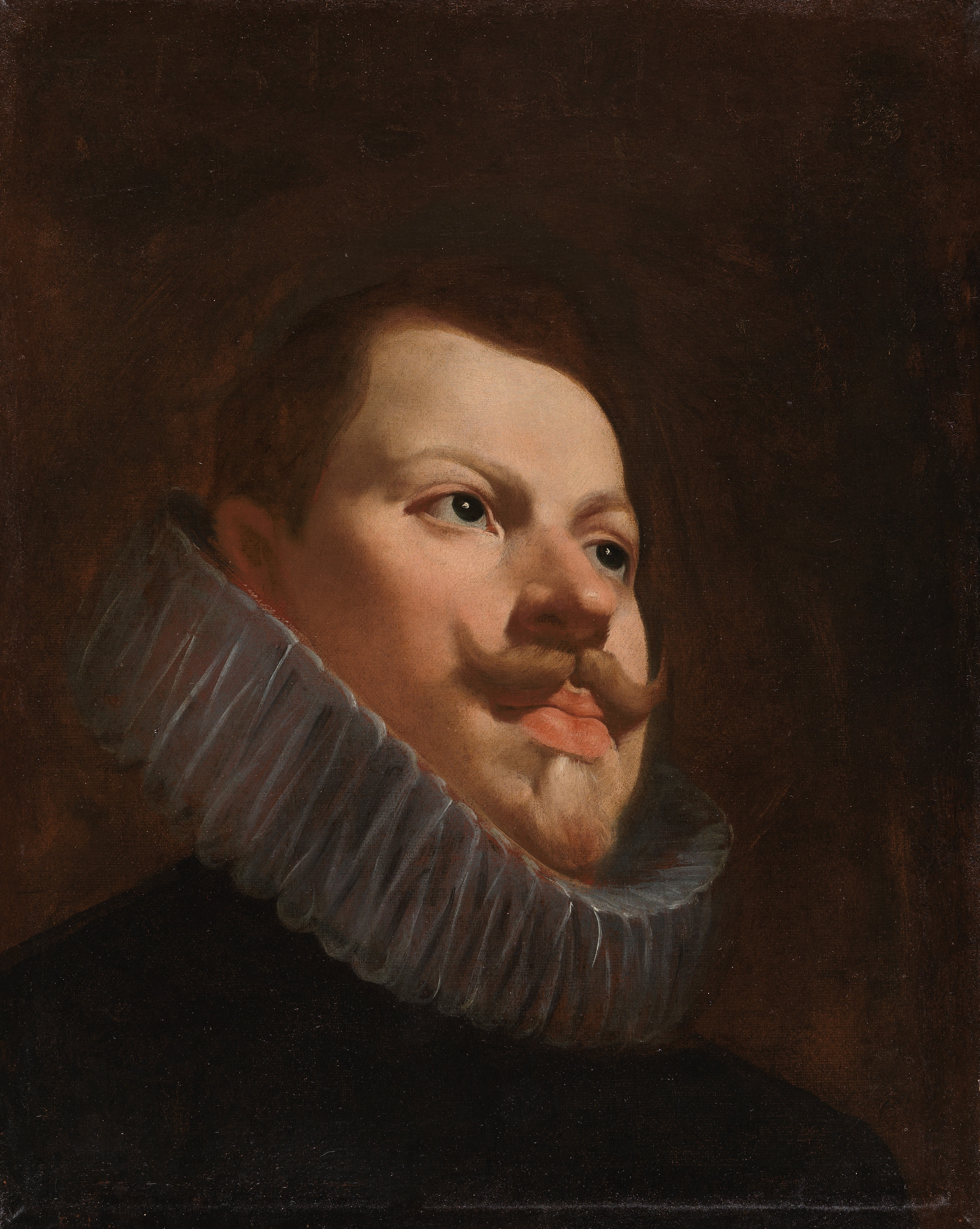
Portret Filipa III, Diego Velázquez

William B. Jordan (ur. 1940 w Nashville, zm. 22 stycznia 2018 w Dallas) – amerykański historyk sztuki. Specjalista w dziedzinie hiszpańskiego malarstwa, a w szczególności martwych natur i twórczości barokowego malarza Juana van der Hamena. Pierwszy dyrektor Meadows Museum, sprawował tę funkcję w latach 1967–1981.
W 1988 nabył na aukcji XVII-wieczny hiszpański obraz nieznanego autora przedstawiający króla Filipa III Habsburga. Był przekonany, że autorem obrazu jest Diego Velázquez, którego trzy dzieła nabył wcześniej dla Meadows Museum i jedno dla Kimbell Art Museum. Kiedy ta atrybucja została powszechnie uznana, Jordan podarował portret organizacji American Friends of the Prado Museum wspierającej Muzeum Prado w Madrycie, które posiada największą kolekcję dzieł Velázqueza na świecie.